# 유동근
유동근(1956년 6월 18일 ~ )은 대한민국의 배우이다. 본관은 강릉이다.

## 생애
강원도 고성군에서 태어났으나 인천에서 살았기 때문에 고향에 대한 기억은 없지만 중학교 때 아버지와 고성에 있는 할아버지 산소를 다니면서부터 본적을 고성군에 둔 자부심을 간직하고 있다. 1977년 연극배우로 첫 데뷔를 하였고 1980년 TBC 동양방송 23기 공채 탤런트로 정식 데뷔하였다. 배우 김을동이 주선해 준 인연으로 배우 전인화와 1989년에 결혼했다. 슬하에 1남 1녀가 있다. 1997년에 대경대학 연기학담당 겸임교수를 맡은 적이 있었다. 그의 매부(매형)는 원로 영화배우 윤일봉이며, 조카사위(생질서)는 배우 엄태웅이며 조카사위(생질서)의 누나는 엄정화이다.

## 학력
- 영훈국민학교 졸업
- 광운중학교 졸업
- 동도공업고등학교 졸업
- 서울예술전문학교 연극과 전문학사

## 출연작

### 드라마
- 1981년 KBS1 대하드라마 《대명》 ... 자객 역
- 1982년 KBS1 대하드라마 《풍운》 ... 문지기/이경직 역(1인 2역)
- 1982년 KBS1 8.15 특집드라마 《그 여름의 이틀》 ... 장준하 역
- 1982년 KBS1 기록드라마 《우둥불》 ... 전성근 역
- 1983년 KBS2 미스터리드라마 《안개》 ... 작가 역
- 1983년 KBS2 주간드라마 《금남의 집》
- 1985년 KBS1 특집드라마 《별을 쫓는 야생마》
- 1985년 KBS2 일일연속사극 《꽃반지》 ... 숙주 도령 역
- 1986년 KBS2 일일드라 《여보 미안해》
- 1987년 KBS1 TV소설 《산유화》
- 1987년 KBS1 대하드라마 《이화》 ... 김동식 역
- 1987년 KBS2 일일연속사극 《꼬치미》
- 1988년 KBS1 특집드라마 《따뜻한 남쪽나라》
- 1988년 KBS1 성탄특집극 《조선백자 마리아상》 ... 김신봉 역
- 1989년 KBS2 일일연속사극 《천명》 ... 선비 역
- 1989년 KBS2 주말연속극 《사랑의 굴레》... 유동호 역
- 1989년 KBS2 미니시리즈 《절반의 실패》
- 1990년 KBS2 대하드라마 《파천무》 ... 수양대군 역
- 1990년 KBS2 어린이스포츠드라마 《우리 아빠 홈런》 ... 한길 아빠 역
- 1991년 KBS1 대하드라마 《왕도》 ... 정여립 역
- 1991년 KBS2 주간연속극 《3일의 약속》 ... 준기 역
- 1991년 SBS 아침연속극 《고독의 문》 ... 용제 역
- 1992년 KBS1 대하드라마 《삼국기》 ... 계백 역
- 1992년 SBS 소설극장 《장미정원》
- 1993년 SBS 월화드라마 《댁의 남편은 어떠십니까》 ... 최진국 역
- 1994년 SBS 드라마스페셜 《이 남자가 사는 법》 ... 박승부 역
- 1995년 KBS2 대하드라마 《장녹수》 ... 연산군 역
- 1996년 KBS2 대하드라마 《조광조》 ... 조광조 역
- 1996년 MBC 미니시리즈 《애인》 ... 정윤오 역
- 1996년 KBS1 대하드라마 《용의 눈물》 ... 태종 이방원 역
- 1997년 KBS2 수목드라마 《욕망의 바다》 ... 정경호 역
- 1998년 KBS2 건국50주년 특별기획드라마 주말연속극 《야망의 전설》 ... 이정우 역
- 1999년 MBC 주말연속극 《남의 속도 모르고》 ... 최소한 역
- 1999년 KBS2 어린이드라마 《누룽지 선생과 감자 일곱개》 ... 구달중 역
- 2000년 SBS 월화드라마 《루키》 ... 엄순대 역
- 2000년 SBS 창사특집극 《은사시나무》 ... 셋째 아들 역
- 2001년 KBS2 특별기획드라마 《명성황후》 ... 흥선대원군 역
- 2003년 KBS2 월화드라마 《아내》 ... 한상진 / 민영태 역
- 2004년 MBC 특별기획드라마 《영웅시대》 ... 박대철 역
- 2006년 SBS 대하사극 《연개소문》 ... 연개소문 역
- 2008년 MBC 창사47주년 특별기획드라마 《에덴의 동쪽》 ... 국대화 회장 역
- 2010년 MBC 주말연속극 《민들레 가족》 ... 박상길 역
- 2010년 SBS 대기획 《아테나: 전쟁의 여신》 ... 권용관 역
- 2012년 JTBC 주말드라마 《무자식 상팔자》 ... 안희재 역
- 2013년 MBC 월화특별기획드라마 《구가의 서》 ... 이순신 역
- 2014년 KBS1 특별기획 대하드라마 《정도전》 ... 태조 이성계 역
- 2014년 KBS2 주말연속극 《가족끼리 왜 이래》 ... 차순봉 역
- 2014년 KBS2 단막극 《KBS 드라마 스페셜 - 원혼》 ... 구로다 중장 역
- 2015년 KBS2 수목드라마 《어셈블리》 ... 서대한 역
- 2017년 tvN 토일드라마 《세상에서 가장 아름다운 이별》 ... 정철 역
- 2018년 KBS2 주말드라마 《같이 살래요》 ... 박효섭 역
- 2019년 MBC 수목드라마 《더 뱅커》 ... 강삼도 역
- 2022년 SBS 금토드라마 《어게인 마이 라이프》 ... 황진용 역

### 영화
- 1983년 《인간시장 - 작은 악마 스물두살의 자서전》 ... 김동철 역
- 1983년 《정염의 갈매기》
- 1984년 《형》 ... 민우 역
- 1985년 《부나비는 황혼이 슬프다》
- 1985년 《여자여자》
- 1987년 《먼 여행 긴 터널》
- 1988년 《지금은 양지》
- 1991년 《낙타는 따로 울지 않는다》 ... 피터 한 역
- 1991년 《밀크초콜릿》 ... 서욱 역
- 2002년 《가문의 영광》 ... 장인태 역
- 2003년 《첫사랑 사수 궐기대회》 ... 주영달 역
- 2004년 《어깨동무》 ... 김태식 역
- 2011년 《아테나: 더 무비》 ... 권용관 역
- 2011년 《결정적 한방》 ... 이한국 역
- 2012년 《가문의 귀환》 ... 장인태 역
- 2013년 《슈퍼피쉬 - 끝없는 여정》 ... 나레이션 역

### 기타
- 2024년 TV CHOSUN 《우리가 몰랐던, 진짜 6.25》

### 연극
- 1977년 《쿠오 바디스》 ... 네로 황제 역(단역)

## 경력
- 대경대학교 연기학담당 겸임교수(1997년)

## CF활동
- 1985년 오뚜기 오뚜기드레싱
- 1986년 BYC
- 1989년 HK이노엔 산그린 - 아내 전인화와 함께 출연.
- 1990년 동서식품 동서 인삼 드링크
- 1993년 귀뚜라미보일러 범양에어컨
- 1993 ~ 1996년 동화약품 활원
- 1993년 삼성전자 바이오TV 노래방 - 아내 전인화와 함께 출연.
- 1993년 태웅식품 흑고 A - 아내 전인화와 함께 출연.
- 1993년 해태제과 고향 고기만두 - 이미영과 함께 출연
- 1995년 LG생활건강 맛그린 - 아내 전인화와 함께 출연.
- 1995년 제일건설 익산시 영등2차 제일아파트(전라북도 익산시)
- 1996년 ~ 1999년 LG유플러스 시외전화082,데이콤시외전화
- 1996년 LG하우시스 LG초이스
- 1997년 LG하우시스 모젤벽지
- 1997년 삼성물산에스에스패션 로가디스
- 1997년 대한종합건설
- 1998년 엘칸토 엘칸토상품권
- 1997년 동양메이저 동양아파트
- 1997년 일화 열쌍탕 - "KBS 드라마 - 용의 눈물" 팀으로 출연.
- 1998년 한화정보통신 G2 - "KBS 드라마 - 용의 눈물" 팀으로 출연.
- 1998년 교원 빨간펜
- 1998년 코니카필름미놀타
- 1999년 KB라이프
- 1999년 한국야쿠르트 야쿠르트 에이스
- 1999년 롯데칠성 델몬트 콜드
- 1999년 쌍방울 트라이
- 1999년 삼성화재
- 1999년 세라젬의료기
- 2000년 미래바이오 리셉션
- 2001년 ~ 2002년 동문건설 동문 굿모닝힐 - 좋은 아침 좋은 아파트 편(아내 전인화와 함께 출연)
- 2002년 고려제약 하벤플러스
- 2007년 동문건설 덕이지구 동문 굿모닝힐 - (아내 전인화와 함께 출연)
- 2014년 동국제약 인사돌플러스 - "KBS 드라마 - 정도전" 팀으로 출연
- 2016년 브랜드 레지던스 엘시티 더 레지던스 - 아내 전인화와 함께 출연
- 2018년 ~ 2021년 명인제약 이가탄 - 이선균, 김지호와 함께 출연

## 음반
- 《유동근과 데이트》(1997년)
  - 〈첫사랑의 기억〉
  - 〈고독〉
  - 〈내가 걸어가야할길〉
  - 〈길위의 고독〉
  - 〈이제는 모두가〉
  - 〈벤취에서〉
  - 〈사랑의 불씨〉
  - 〈나의 연인이었던 아내〉
  - 〈아내의 요리〉
  - 〈젊은 시절은 없다〉
  - 〈동근이의 겨울여행〉

## 수상 경력 및 후보
| 연도 | 시상식                        | 부문                             | 작품                     | 결과 |
| ---- | ----------------------------- | -------------------------------- | ------------------------ | ---- |
| 1990 | KBS 연기대상                  | 특별상                           | 파천무, 우리 아빠 홈런   | 수상 |
| 1990 | KBS 연기대상                  | 남자 우수연기상                  | 파천무, 우리 아빠 홈런   | 후보 |
| 1990 | KBS 연기대상                  | 남자 최우수연기상                | 파천무, 우리 아빠 홈런   | 후보 |
| 1994 | SBS 연기대상                  | 남자 우수연기상                  | 이 남자가 사는 법        | 수상 |
| 1995 | KBS 연기대상                  | 남자 최우수연기상                | 장녹수                   | 수상 |
| 1996 | 제9회 그리메상                | 최우수 남자연기상                | 애인                     | 수상 |
| 1996 | MBC 연기대상                  | 인기상                           | 애인                     | 수상 |
| 1996 | KBS 연기대상                  | 남자 최우수연기상                | 조광조, 용의 눈물        | 후보 |
| 1997 | 제33회 백상예술대상           | TV부문 남자 최우수연기상         | 애인                     | 수상 |
| 1997 | KBS 연기대상                  | 포토제닉상                       | 용의 눈물, 욕망의 바다   | 수상 |
| 1997 | KBS 연기대상                  | 남자 최우수연기상                | 용의 눈물, 욕망의 바다   | 후보 |
| 1997 | KBS 연기대상                  | 대상                             | 용의 눈물, 욕망의 바다   | 수상 |
| 1998 | 제34회 백상예술대상           | TV부문 남자 최우수연기상         | 용의 눈물                | 수상 |
| 1998 | 제35회 저축의 날              | 국무총리표창                     | 빈칸                     | 수상 |
| 1998 | 제25회 한국방송대상           | 남자 탤런트상                    | 용의 눈물                | 수상 |
| 1998 | KBS 연기대상                  | 남자 최우수연기상                | 야망의 전설              | 후보 |
| 2000 | 제36회 백상예술대상           | TV부문 남자 인기상               | 남의 속도 모르고         | 수상 |
| 2001 | KBS 연기대상                  | 남자 최우수연기상                | 명성황후                 | 후보 |
| 2002 | 제38회 백상예술대상           | TV부문 남자 최우수연기상         | 명성황후                 | 수상 |
| 2002 | 제23회 청룡영화상             | 남우조연상                       | 가문의 영광              | 수상 |
| 2002 | KBS 연기대상                  | 남자 최우수연기상                | 명성황후                 | 후보 |
| 2002 | KBS 연기대상                  | 대상                             | 명성황후                 | 수상 |
| 2003 | 제39회 백상예술대상           | 영화부문 남자 최우수연기상       | 가문의 영광              | 후보 |
| 2003 | KBS 연기대상                  | 남자 최우수연기상                | 아내                     | 후보 |
| 2007 | 제1회 코리아 드라마 어워즈    | 연기대상                         | 연개소문                 | 수상 |
| 2008 | MBC 연기대상                  | 중견배우부문 황금연기상          | 에덴의 동쪽              | 수상 |
| 2011 | 제2회 대한민국 대중문화예술상 | 국무총리표창                     | 빈칸                     | 수상 |
| 2011 | SBS 연기대상                  | 특별기획부문 남자 특별연기상     | 아테나: 전쟁의 여신      | 후보 |
| 2014 | 제3회 에이판 스타 어워즈      | 장편드라마부문 남자 최우수연기상 | 가족끼리 왜 이래         | 후보 |
| 2014 | KBS 연기대상                  | 대상                             | 정도전, 가족끼리 왜 이래 | 수상 |
| 2014 | KBS 연기대상                  | 남자 최우수연기상                | 정도전, 가족끼리 왜 이래 | 후보 |
| 2014 | KBS 연기대상                  | 장편드라마부문 남자 우수연기상   | 정도전, 가족끼리 왜 이래 | 후보 |
| 2015 | 제14회 대한민국 국회대상      | 올해의 예술인상                  | 빈칸                     | 수상 |
| 2015 | 제8회 코리아 드라마 어워즈    | 연기대상                         | 가족끼리 왜 이래         | 후보 |
| 2018 | 제11회 코리아 드라마 어워즈   | 연기대상                         | 같이 살래요              | 수상 |
| 2018 | KBS 연기대상                  | 대상                             | 같이 살래요              | 수상 |
| 2018 | KBS 연기대상                  | 남자 최우수연기상                | 같이 살래요              | 후보 |
| 2018 | KBS 연기대상                  | 장편드라마부문 남자 우수연기상   | 같이 살래요              | 후보 |
| 2018 | KBS 연기대상                  | 베스트 커플상 (with 장미희)      | 같이 살래요              | 수상 |
| 2023 | KBS                           | KBS를 빛낸 50인                  | 빈칸                     | 수상 |